# Aurobindo

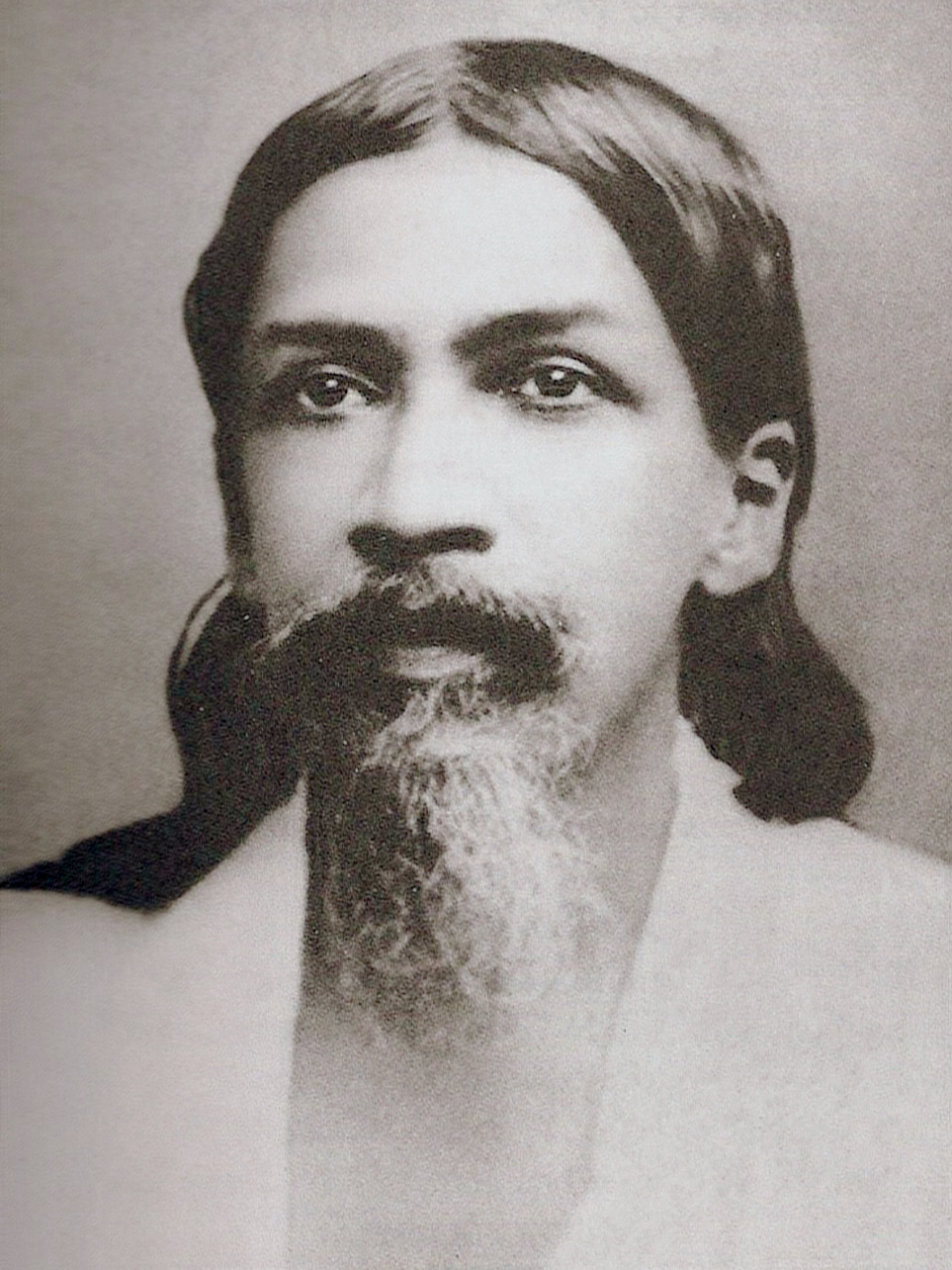
Sri Aurobindo

Sri Aurobindo (tiếng Bengal: শ্রী অরবিন্দ Sri Ôrobindo;tiếng Phạn: श्री अरविन्द Srī Aravinda;15 tháng 8 năm 1872 – 5 tháng 12 năm 1950) là một học giả, nhà thơ, triết gia, yogi người Ấn Độ, là một trong những lãnh tụ tinh thần nổi tiếng nhất và có ảnh hưởng nhất của triết lý Vệ Đà.
Sau một giai đoạn hoạt động chính trị ngắn mà ông là một trong những lãnh tụ của phong trào tranh đấu cho độc lập của Ấn Độ từ Anh, Sri Aurobindo đã chuyển sang phát triển và thực hành "yoga tổng hợp" (kết hợp hài hòa giữa karma, jnana, và bhakti yoga, với mục đích thúc đẩy sự tiến hóa của đời sống trên Trái Đất bằng cách thiết lập một nhận thức tinh thần ở mức độ cao mà ông gọi là "Trí tuệ siêu việt" đại diện cho cuộc sống linh thiêng không bị trói buộc bởi cái chết. Sri Aurobindo viết nhiều bằng tiếng Anh về triết lý của ông và cách thực hành, các phát triển chính trị xã hội, văn hóa Ấn Độ và những lời bình luận và biên dịch các kinh sách cổ điển của Ấn Độ.

## Tiểu sử
Aurobindo Ghose sinh ở Calcutta (nay là Kolkata) ngày 15 tháng 8, năm 1872. Cha của ông, Krishna Dhun Ghose, là một bác sĩ phẫu thuật ở huyện Rangapura vùng Bengal. Mẹ ông, Swarnalotta Devi là con gái của nhà hoạt động của phong trào cải cách tôn giáo Bà La Môn Samaj, Shri Rajnarayan Bose.
Tên "Aurobindo" – nguồn gốc tiếng Phạn "अरविन्द" (aravinda) có nghĩa là hoa sen. Khi sang Anh, lúc đầu Aurobindo viết tên mình là "Aravinda". Sau này trở về Belgal ông viết thành Aurobindo (từ "au" trong tiếng Anh đọc thành "o").
Từ nhỏ Aurobindo đã được giáo dục trong môi trường văn hóa Anh. Ông cùng với các em của mình được gửi vào trường nội trú Loreto ở Darjeeling. Lên 7 tuổi được sang Anh học, năm 20 tuổi tốt nghiệp Đại học Cambridge. Aurobindo thông thạo tiếng Latin, tiếng Anh, tiếng Pháp, ngoài ra còn đọc sách bằng tiếng Đức, tiếng Ý, tiếng Tây Ban Nha. Aurobindo làm thơ và viết các tác phẩm văn xuôi thành thạo bằng tiếng Anh.
Năm 1893, Aurobindo trở về Ấn Độ. Từ đây ông tập trung học tiếng Phạn và các ngôn ngữ khác ở Ấn Độ, mà đặc biệt là nghiên cứu các trường phái triết học cũng như kinh Vệ Đà, Áo nghĩa thư, Bhagavad Gita và Ramayana.
Trong 13 năm tiếp theo Sri Aurobindo từng giữ nhiều chức vụ khác nhau trong chính quyền của thành phố Baroda (nay là Vadodara). Ông cũng dạy văn học Anh và văn học Pháp tại các trường đại học địa phương. Năm 1906 ông chuyển đến Calcutta làm Hiệu trưởng của Trường Cao đẳng Quốc gia. Từ những ngày đầu tiên trở về Ấn Độ, Sri Aurobindo liên tục theo dõi tình hình chính trị trong nước. Sau các cuộc bạo loạn phản đối việc chia cắt Bengal năm 1905, Sri Aurobindo công khai tham gia phong trào giải phóng dân tộc. Trong tám năm (1902-1910) ông tích cực tham gia vào đời sống chính trị của đất nước, trong đó hai lần ông bị bắt giam.
Từ năm 1910, Aurobindo rút khỏi đời sống chính trị và các hoạt động xã hội để tập trung sức lực của mình cho công việc tinh thần. Công việc này là nghiên cứu các cấp độ của nhận thức nằm ngoài tâm trí con người bình thường và chuẩn bị cho sự thay đổi tiến hóa của bản chất con người có ý thức. Ông chuyển đến Pondicherry (nay là Puducherry), một thuộc địa của Pháp ở miền nam Ấn Độ, bắt đầu tập yoga chuyên sâu.

## Tác phẩm
Tác phẩm của ông bao gồm triết học, thơ ca, các bản dịch và bình luận về các kinh Vệ Đà, Áo nghĩa thư (Upanishad), Bhagavad Gita và Ramayana. Ông được đề cử cho giải Nobel Văn học năm 1943 và cho giải Nobel Hòa bình năm 1950.
Aurobindo qua đời vào ngày 5 tháng 12 năm 1950. Khoảng 60.000 người đã tham dự đám tang của ông. Thủ tướng Jawaharlal Nehru và Tổng thống Rajendra Prasad đã ghi nhận công lao của ông vì những đóng góp cho triết học Yoga và cho cuộc đấu tranh giành độc lập. Báo chí quốc gia và quốc tế kỷ niệm cái chết của ông.
Tác phẩm của Sri Aurobindo, ngoài tiếng Anh, được dịch nhiều ra các ngôn ngữ của thế giới. Tiếng Việt chỉ mới có một số bài thơ triết học được Nguyễn Viết Thắng chuyển ngữ.